# Alan Reid Smith
Alan Reid Smith, född 1943, är en amerikansk botaniker som är specialiserad på Pteridopsida.
Auktorsnamnet A.R.Sm. kan användas för Alan Reid Smith i samband med ett vetenskapligt namn inom botaniken; se Wikipediaartiklar som länkar till auktorsnamnet.